# ドイツ社会主義統一党
ドイツ社会主義統一党（ドイツしゃかいしゅぎとういつとう、ドイツ語：Sozialistische Einheitspartei Deutschlands,  発音　略称：SED（エス・エー・デー））は、ドイツ民主共和国（旧東ドイツ）においてマルクス・レーニン主義を掲げた共産主義政党。東ドイツは形式的には複数政党制を採用していたが、事実上同国の支配政党としての地位を堅持していた（ヘゲモニー政党制）。後の左翼党の前身となる。中華圏のように「ドイツ統一社会党（中国語：德国统一社会党）」と呼ばれる場合もある。

## 概要
ドイツ社会主義統一党（SED）はマルクス・レーニン主義を掲げた共産主義政党で、1946年10月にドイツのソ連占領地区でドイツ共産党（KPD）とドイツ社会民主党（SPD）が合併して成立した。
SEDはソ連軍の後押しを受けながら、事実上の一党独裁制（ヘゲモニー政党制）を敷いて第二次世界大戦後の東ドイツを支配し、1968年には憲法第1条で公式に国家を指導する党と規定された。東欧社会主義諸国の共産主義政党の中でも特に親ソ連の立場が強かった。
長らく東ドイツの支配を続けていたSEDであったが、1989年のベルリンの壁崩壊をはじめとする民主化の過程の中で憲法第1条に定められた党の指導条項が削除され、支配政党としての役割を終えた。
1989年12月16日に社会主義統一党／民主社会党（SED/PDS）と党名を改めるとともに綱領からプロレタリア独裁などソ連型社会主義の要素を払拭し、更に翌年2月4日に民主社会党（PDS）と改称して1990年ドイツ民主共和国人民議会選挙に臨んだが、敗北を喫した。

## 党史

### SPDとKPDの合併
第二次世界大戦後、ソ連占領地区ではナチス・ドイツによって解散させられた政党組織の再建が進められた。この時、生き残ったSPD・KPDの党員たちは自発的に共同組織の結成を進めていた。彼らには、左派勢力がSPD・KPDに分裂したためにナチスの台頭を阻止できなかった、という歴史的反省があったからである。しかし、ソ連から送り込まれていたKPD党員による工作グループの隊長ヴァルター・ウルブリヒトはこれらの社共統一組織を解体し、SPDのソ連占領地区の幹部オットー・グローテヴォールらから出された統一組織結成案も拒否した。クレムリンからは、まずKPDの組織固めを優先せよという指示があったためである。
1945年6月10日、ジューコフ・ドイツ駐留ソ連軍最高司令官によって政党結成の許可が英米仏の占領地区よりも早く出され、SPD、KPD、キリスト教民主同盟(CDU)、自由民主党(LDPD)などの諸政党が正式に結成された。再結成当時のKPDは全ドイツに影響を与えるため、ソ連の指示によって社会主義的な要素を表に出さないようにしており、結党宣言では「社会主義」という言葉を使わず、私企業の育成を進めると表明するなど、一見するとヴァイマル共和政の復活を意図しているかのようであり、むしろSPDの方が社共統一を謳い、社会主義的、左翼的な印象を与える再結成宣言を出していた。ウルブリヒトのドイツ再建基本策は「表面は民主的に見せかけなければならないが、共産党はすべての指導権を手に入れなければならない」というものだった。ソ連占領地区のSPD幹部はソ連占領軍がドイツの民主化を進めるうえで最大の党員数を持つSPDを必要とするであろうと考えて社共統一を掲げたが、彼らの見通しは全く甘いものであった。
ソ連は占領地区でデモンタージュを行い、工場設備や鉄道の線路などを賠償名目で接収したが、こうしたソ連の政策は隣国オーストリアでもオーストリア共産党が支持していた。そのためか、オーストリアでは共産党は1945年11月の下院総選挙で4議席しか獲得できなかった（オーストリア社会党は76議席を獲得し第2党）。ソ連当局はオーストリアでも社共は互角であると予測していたため、大きな衝撃を受けた。これを機に、ドイツでもソ連当局とKPDは戦術を一変し、SPD・KPDの合同を打ち出すようになった。この頃にはソ連の後押しを受けたKPDの党員も増加して、1945年末にはSPDとほぼ互角の37万人となっていた。一方、当初社共合同を打ち出していたSPDは守勢に回っていた。当初のSPDの幹部達の思惑と違ってソ連は占領政策でKPDを主に据え、SPDはあくまでも脇役にしか過ぎないことが明らかになってきており、印刷物・集会などの党活動でもSPDは不平等な扱いを受けていた。指導部も不平等合併を恐れるようになっていたが、幹部達は当初掲げた労働者階級政党の統一というスローガンを撤回することが出来なかった。
さらにSPD内部でもクルト・シューマッハー率いる英米仏占領地区のSPDはKPDとの合同には反対であり、頑として応じなかった。SPDは、東のグローテヴォールと西のシューマッハーの主導権争いによって分裂状態になっていた。
1945年12月中旬、ベルリンではソ連占領地区のSPD・KPDの代表30人ずつから成る「60人会議」が開催され、合同への路線が敷かれた。翌46年2月にはKPD側からソ連体制をモデルとしない「ドイツにおける社会主義の道」が提案された。これにはSPDの党員からも支持を受ける一方、ソ連占領地区で合同に反対する一部のSPD党員はヤミ商売や横領の容疑でソ連軍司令部に連行され、中にはスパイ容疑でソ連へ送られた者もあった。また、メクレンブルクでは地区のソ連軍司令部にSPD・KPDの地区指導者が呼ばれ、乾杯して握手しただけでソ連軍司令官が「これで、わが地区の社共合同が実現したと報告できる」と発言するなどして既成事実を積み上げていき、合併に躊躇するSPDに対してソ連当局は圧力を強めて行った。
1946年4月19日、20日にソ連占領地区のSPD、KPDはそれぞれ党大会を開いて合同を決議し、21-22日に合同党大会が開催されて党員60万人のKPDと68万人のSPDは統合し、ドイツ社会主義統一党が誕生した。結党当初は「レーニン主義は採らない」「すべての機関はSPD・KPDを同数で出す」という原則が出され、党首も旧SPDのオットー・グローテヴォールと旧KPDのヴィルヘルム・ピークの共同議長制が導入されるなど、一見対等合併の装いがされたが、それはほんの一時期に過ぎなかった。
- SEDの結党大会で握手するヴィルヘルム・ピーク（KPD）とオットー・グローテヴォール（SPD）。最前列右はヴァルター・ウルブリヒト。この握手が党章のモチーフになっている[13]
- 1950年の党ポスター。下に「SED あなたの政党！」と書かれている。
- 1959年まで党本部が置かれた旧ヨナス百貨店（ドイツ語版）(1951年)

ベルリンのSPDはシューマッハーの意を汲んだフランツ・ノイマンらが、KPDとの統合はベルリンの全党員の投票で決めるべきだとして、1947年3月31日の党員集会で賛否を決める投票が行われた。しかし、東ベルリンの党支部員達はソ連軍に党員集会への参加が禁止されたため、実際投票が出来たのは西ベルリンのSPD党員のみであった。その結果、KPDとの即時統一に賛成したのはわずか12.3パーセントであったため、ベルリンは東ベルリンも含めてSED成立後も、一定期間SPDが存続した（西ベルリンSPDが東ベルリンでも当面活動を許されていた。一方、西ベルリンKPDは「西ベルリン社会主義統一党」と改称し、ドイツ統一まで活動を続けた）。なお、西側占領地区ではKPDは1956年に連邦憲法裁判所より違憲判決を下され解散しているが、SPDはそのまま存続して現在に至っている。
労働者政党2党が合併して誕生したSEDだが、国民の人気はさほど高くなかった。1946年10月、ソ連占領地区およびベルリンで州議会選挙・地方選挙が行われたが大ベルリン（東西両地区）の市議会選挙ではSPDが第一党となり、SEDは第三党にとどまるという敗北（第二党がCDU）を喫し、他の州議会でもSEDはソ連軍の後押しで第一党とはなったもののCDUやLDPDとはほぼ互角の勢力しか確保できなかった。これ以降、ソ連占領地区では自由選挙は行われなくなった。

### 旧SPD党員達の追放・迫害
SEDではSPD・KPD合併後、最初期は統合時の合意に従い指導部の半分ずつが旧KPDと旧SPDであったが、1948年6月に英米仏が西側の占領地区だけで通貨改革を行い、これに対抗してソ連がベルリン封鎖を行うなど東西の両陣営が対立を深めるようになると、ソ連占領地区ではソ連モデルの押し付けが始まった。結党当初の「ドイツにおける社会主義の道」は徐々に否定され、民主集中制に基づくソ連共産党型の党へ移行していき、1949年には両党同等の原則が否定された。1948年から1952年にかけては旧SPDの党員の追放・迫害が行われ、最高指導部でも1950年には15人の政治局員中旧SPD党員は3人しか残っていなかった。さらに、1950年からは旧KPDの古参党員も追放された。これらを主導したのがウルブリヒトであった。
かつてのSPD党員の囚人達が、1971年に社会主義統一党中央委員会に宛てて書いた手紙には「五千人以上のかつての労働者運動の指導者たちが逮捕され、四百人以上がソ連占領地区の刑務所やソ連の強制収容所で死んだ」と書かれていた。
こうして、社会主義統一党は実態は共産党と変らない政党となっていった。ただ1946年当時存在していた政党としてはドイツ最古であったSPDは、全国に強力なネットワークを持っていたため、KPDが政権を掌握する上での利用価値は非常に高かったとされる。
このSPD・KPD合併のように、共産党が競合する社会民主主義政党左派を取り込んだのちに、社会民主主義政党出身者を粛清して共産党の独裁を確立するやり方はSED成立の後、ポーランド統一労働者党やハンガリー勤労者党など他の東欧社会主義諸国でも進められていくことになった。

### ウルブリヒト時代
1949年10月、ソ連占領地区がドイツ民主共和国（東ドイツ）となると、ピークが国家元首である大統領、グローテヴォールが首相となったが、党および国家の実権は1950年に書記長（後に第一書記）となったウルブリヒトが掌握した。
東ドイツは社会主義統一党(SED)とCDU、LDPD、そしてソ連が
CDUとLDPDに対抗させるために結成させた民主農民党(DBD)・国家民主党(NDPD)の5党による人民民主主義の形態をとったが、CDUやLDPDの反共的な党員は逮捕されるか西ドイツへの亡命を余儀なくされ、1950年代以降、SED以外の4党はSEDの衛星政党となっていった。
1952年には「社会主義の建設」が謳われ、農業の集団化、重工業の推進などソ連型社会主義のモデルに従った社会主義建設が急速かつ強硬に進められ、労働者のノルマも引き上げられた。これに反発した労働者は1953年6月17日にピーク、グローテヴォール、ウルブリヒトらの解任を要求し東ベルリン暴動を起こしたが、東ドイツ政府はソ連軍の力を使って鎮圧した。これによってウルブリヒトはソ連によって解任されそうになったが、解任すれば暴動は正しかったかのような印象を与えかねないため、ウルブリヒトは留任し、逆に改革派の幹部や地方組織の幹部の多くが追放されたため、ウルブリヒトは権力基盤の強化に成功した。政治的奸智に長け、駆け引きが巧いウルブリヒトは一流のスターリン主義者であり、政敵を次々に排除していった。SED結成時に旧KPDからは7人が最高指導部入りしたが1953年にはピーク、ウルブリヒトの他には1名が残っただけで、それ以外は追放された。ただし、ウルブリヒトは政敵を追放したり刑務所に送り込んだりしたものの、スターリンやチェコスロバキアのスターリン主義者クレメント・ゴットワルトのように政敵を死刑にするのはつとめて避けている。
1956年のフルシチョフによるスターリン批判をきっかけに東欧社会主義国ではハンガリー動乱などが発生しているが、既に東ベルリン暴動を強硬手段で弾圧していた東ドイツの体制は動揺せず、ウルブリヒトはフルシチョフ時代になっても権力を維持し、強硬な社会主義建設・農業集団化が続けられた。1960年にピーク大統領が死去するとウルブリヒトは大統領に替えて国家評議会を設置し、自ら議長となって国家元首を兼ねた。
1961年にはストライキが法的に禁じられるなど、労働者への締め付けも強まっていった。このため、東ドイツから西ドイツへの労働力流出が絶えず、1949年の東ドイツ建国から1961年までの間に約270万人の東ドイツ市民が西側へ移住していった。
このため1961年8月、ウルブリヒトは東西ベルリンの境界を封鎖し、後に壁を建設した。これにより労働力の流出は抑制された。一方、1963年からウルブリヒトは一部に市場経済原則を適用した経済改革「新経済システム」を導入した。これにより東ドイツ経済は成長し、東欧社会主義圏では最高の経済水準を持つ工業国へと変貌を遂げた。
転機を見極めるのに長けたウルブリヒトはソ連でフルシチョフが失脚し、ブレジネフが指導者となった後もブレジネフ政権との関係維持に成功し、政権を維持した。
1968年には憲法を改正し、「労働者階級とマルクス・レーニン主義党(SED)の指導の下に社会主義が実現される」とし、正式にSEDが国家を指導することを明文化している。
しかし、経済成長に自信を持ったウルブリヒトは次第に東ドイツが社会主義工業国のモデルであると東欧諸国に誇示するようになった。これは社会主義国の盟主であるソ連指導部の不興を買った。しかも、ウルブリヒトの経済政策は党幹部ではなく、企業の自己裁量権を拡大し、専門家に経済政策の重要決定権を委ねるものであったため、党内からも反発の声が高まり始めた。さらに、ウルブリヒトはソ連やポーランドが西ドイツのブラント首相の東方外交に賛同して関係改善をすることに反対したため、ソ連指導部との関係は悪化した。
1970年には政治局員のエーリッヒ・ホーネッカーとクルト・ハーガーが、ホーネッカーに権力を移譲するようウルブリヒトに迫った。ウルブリヒトは抵抗したがホーネッカーはモスクワとも協議して圧力をかけ、結局ウルブリヒトは1971年3月に滞在中のソ連から辞意を表明し、5月に行われた中央委員会総会でウルブリヒトは高齢を理由に第一書記から退任した。
ウルブリヒトは、国家元首である国家評議会議長の座には留まり、また「党議長」の称号が与えられたが、それは名誉的なものに過ぎなかった。ウルブリヒトは1973年に国家評議会議長在任のまま死去したが、彼の名を冠した街路や工場、公共施設は短期間のうちに改名され、社会からウルブリヒトの名は消されてしまった。
- SED中央委員会本部（元ドイツ帝国銀行）。ドイツ再統一、ベルリン遷都後は外務省が使用している
- 1963年の第6回党大会で握手するフルシチョフとウルブリヒト
- 1971年の第8回党大会を訪れたフサーク・チェコスロバキア共産党第一書記と、ホーネッカー、ウルブリヒト。

### ホーネッカー時代
ウルブリヒトに代わって第一書記となって実権を掌握したホーネッカーは、SEDの青年組織である自由ドイツ青年団(FDJ)の初代議長(1946-1955)であり、1950年には政治局員候補、58年には政治局員となっていた。ソ連の支持を受けてウルブリヒトを失脚させると、第一書記となった翌月には国防評議会議長を兼ねた。1976年には国家元首である国家評議会議長を兼ね、国家・党・軍のトップを掌握した。
権力を掌握したホーネッカーはまず、前任者ウルブリヒトがソ連から距離を置こうとしていたのを改め、ソ連のブレジネフ政権との関係強化を図った。その上で、西ドイツとの関係改善を進め、1971年9月にはベルリン4ヶ国協定が締結されて西ドイツと西ベルリン間の自由な往来が保障され、1972年には東西ドイツ基本条約が締結された。これによって、東ドイツは外交的孤立から脱却し、1973年には国際連合へ加盟、1974年にはアメリカとも国交を樹立するなど、国際的な認知度を高めていった。一方、西ドイツとの関係は最終的には東西統一を目指していたウルブリヒトとは違い、「社会主義的民族の国であるドイツ民主共和国は、資本主義的民族の国であるドイツ連邦共和国とは違う」という論理で、二国の分離状態を正当化するようになった。
経済政策ではウルブリヒト時代の経済成長を背景に「経済政策と社会政策の両立」を唱え、新経済システムで分権化した経済の集権化（コンビナート化の進展）、国民の生活用品・耐久消費財の普及や住宅建設などを進めた。これによって基礎的な食糧自給を達成し、肉の消費量では東側諸国で最も多くなった。しかし、消費生活物資の増大は西側からの輸入の増加を招き、ひいては外貨の獲得を必要とした。一方で、東ドイツの労働生産性は低く、二度の石油危機によるソ連からの原油価格の高騰は東ドイツ経済を苦しめるようになった。また、1980年代以降西側諸国では従来の重化学工業主体の経済から情報技術分野などへの経済転換、サッチャリズムやレーガノミクスなどによる新自由主義経済などへの転換が行われていたが、社会主義諸国ではこうした転換に対応できなかった。これを乗り切るため、ホーネッカー政権は政治面では西ドイツからの分離を進める一方で、経済的には西ドイツとの交易関係を強め、1980年代には西ドイツからの莫大な借款供与を受けて国民の求める消費生活を維持しようとした。経済成長と消費者の満足を同時に追求したホーネッカーの理想主義的な経済政策は、環境破壊と莫大な対外債務の増加をもたらし、財政の破綻へと繋がっていった。1989年には対外債務は206億ドルに達していた。
文化政策では当初は開放的な政策を取り、文化人・作家・芸術家に対する規制が緩和されたが、1970年代後半からは反体制派の歌手ヴォルフ・ビーアマンの追放や党の政策に反対する知識人の自宅軟禁などの締め付けが行われ、国家保安省による国民監視体制が強化された。党エリートのノーメンクラトゥーラによる支配が強固なものとなり、ホーネッカー体制での東ドイツは安定する一方で、社会は停滞していった。1983年頃にはSEDの党員数は270万人になっていたが、党員の半数以上は消極的に加入した人達であった。この頃になるとSEDによる支配が徹底され、SEDの党員でない者は職場で出世できなかったからである。
1985年、ソ連ではゴルバチョフソ連共産党書記長によって「ペレストロイカ」「グラスノスチ」が始まり、政治・経済の改革が始まったが、ホーネッカーはこの変化を受け入れようとしなかった。
- 第一書記に就任した1971年の第8回党大会で、ブレジネフと握手するホーネッカー。
- 西ドイツのシュミット首相と会談するホーネッカー
- ホーネッカー時代のSED党員証
- 1978年のSED機関紙「ノイエス・ドイチュラント」（新しいドイツ）

### 一党独裁制の崩壊とPDSへの改組

#### ホーネッカーの失脚
ゴルバチョフがペレストロイカを開始した頃、東ドイツでも停滞する経済や環境破壊、抑圧的な監視体制への不満から東ドイツ国民の不満は高まっており、政権に対する不満から労働者の勤労意欲は下がり、さらなる経済の低下を招くという悪循環に陥っていた。しかし、隣国ポーランドやハンガリーで民主化が始まった1988年になっても、ホーネッカー政権は改革を否定し続けた。ホーネッカーは「東ドイツカラーの社会主義」なるものを打ち出し、秋にはソ連の改革路線を説く雑誌『スプートニク』を事実上の発禁処分とした。他の中東欧の社会主義国と違い分断国家である東ドイツでは「社会主義のイデオロギー」だけが国家の拠って立つアイデンティティであり、市場経済の導入や政治の民主化は西ドイツとの差異を無くし、国家の存在理由の消滅、国家の崩壊を意味していたからである。党政治局員・書記のクルト・ハーガーは「わが国では、既に改革は進んでいる。隣人が壁紙を張り替えたからと言って、同じことをする必要はない」と述べていた。
特にホーネッカーらSEDを追い詰める形となったのは、民主化を進めていたハンガリーの情勢であった。ハンガリーでは1989年5月2日にハンガリー社会主義労働者党改革派のネーメト首相がオーストリアとの国境の鉄条網撤去を決定し、鉄のカーテンが綻ぶと、不満を持つ多くの東ドイツ国民が夏の休暇を利用してハンガリーやチェコスロバキア、ポーランドへと出国し、そこからオーストリアや各国の西ドイツ大使館経由で西ドイツへ脱出しようと、東ドイツを去って行った。しかし、ホーネッカーは治安担当書記のエゴン・クレンツ政治局員の進言にも耳を貸さず、自身が急性胆のう炎で療養中だったこともあって、この問題に対処しようとしなかった。
8月中旬には、ハンガリーには20万人もの東ドイツ国民が滞留するようになっていた。こうした状況の中、ハンガリー民主フォーラムの活動家、オーストリア・ハンガリー帝国最後の皇太子でハプスブルク・ロートリンゲン家当主のオットー・フォン・ハプスブルク、さらにハンガリー社会主義労働者党改革派の党幹部ポジュガイ・イムレや首相のネーメトらは8月19日にオーストリア国境付近のショプロン近郊で汎ヨーロッパ・ピクニックを開催し、600人以上の東ドイツ国民をオーストリア経由で西ドイツに出国させた。さらにハンガリー政府は西ドイツ政府などとも密かに協議の上、9月11日には東ドイツ国民に対してオーストリアへの出国を正式に認め、西側へ逃亡しようとする東ドイツ国民を送還するという東ドイツとの協定を破棄した。療養から復帰したホーネッカーは、既に国外にいる東ドイツ国民が西ドイツへ出国するのを容認する一方で、10月3日にはチェコスロバキアとの国境を閉鎖し、チェコスロバキア、ハンガリー経由での逃亡を阻止しようとした。
一方、残った東ドイツ国民による国内での抗議行動は高まり、特にライプツィヒでは月曜デモに多くの市民が参加し、9月10日には反政府市民団体「新フォーラム」が結成された。党外の抗議運動、さらには党内の下部組織からも改革を求める声が上がっており、一部の党幹部は危機感を強めていた。しかし、ホーネッカーは10月7日の建国記念40周年記念式典を無事執り行うことに気を取られ、重大な国内状況に対処しようとはしなかった。
10月7日、ゴルバチョフら東側諸国の首脳を迎えて建国40周年記念式典が開催されたが、その際に行われたゴルバチョフとSED政治局員達の会合でゴルバチョフがペレストロイカについて報告し、「遅れて来るものは人生に罰せられる」とホーネッカー批判ともとれる言葉を述べたのに対し、ホーネッカーは自国の社会主義の発展をまくし立てるのみであった。これを聞いたゴルバチョフは軽蔑と失笑が入り混じった表情で周囲を見回すと舌打ちをした。改革を行おうとしないホーネッカーをゴルバチョフが支持していないのは、他の政治局員たちの目にも明らかだった。帰り際にゴルバチョフは、クレンツらに「行動したまえ」とホーネッカーを退陣させるよう示唆した。
これを機にクレンツやギュンター・シャボフスキーら党幹部はソ連指導部とも連絡を取りながら、ホーネッカーの退陣工作を進めていった。17日の政治局会議でヴィリー・シュトフ首相からホーネッカーの解任動議が提出されると、ホーネッカー以外の全員がこれに賛同したため、ホーネッカーは自身の解任動議を中央委員会に出さざるを得なくなり、18日の中央委員会総会で正式に退任した。奇しくも、かつてウルブリヒトがソ連指導部の不興を買って権力を奪われた時と同様、ウルブリヒトから権力を奪ったホーネッカーもまたソ連指導部の不興を買って政権を追われるという構図が再現される形となったのである。かつてと異なったのは社会の不安定が最高潮に達しているということであった。
- 東ドイツ建国40周年式典に出席したホーネッカーやゴルバチョフら東側諸国の首脳陣
- 共和国宮殿で行われた建国40周年記念晩餐会で、東側諸国の首脳らを前に挨拶をするホーネッカー。これが彼にとって最後の晴れ舞台となった(1989年10月7日)
- 10月16日のライプツィヒ月曜デモ。

#### クレンツ書記長
ホーネッカーに代わって書記長となったエゴン・クレンツはホーネッカーの創設したFDJの議長を務めた人物であり、治安担当書記、政治局員、国家評議会副議長として政権ナンバー2と目されてきた人物であった。クレンツは一党独裁制の枠内での改革を表明したが、党員や国民の反発は強く、24日の人民議会でクレンツを国家評議会議長・国防評議会議長に選出した際には全会一致で選出する慣行が破られ、国家評議会議長で26票の反対、27票の保留、国防評議会議長で8票の反対、17票の保留があった。
抗議デモも全国各地で発生し、11月4日には首都東ベルリンのアレクサンダー広場で100万人規模のデモが発生するなど、国内は混乱し、クレンツ政権は発足早々危機的状況に立たされた。
また、クレンツ政権は外国への旅行を規制する法律を緩和する新法案を提出したものの、政府の許可を要するなど様々な留保が付けられていたことから11月6日に開かれた人民議会で行われた採決で法案が否決されたため、やむなく新たな政令で対処しようとした。政令は11月10日から発効することになっていたが、混乱の中で情報伝達が上手く行っていなかったためスポークスマン役だった政治局員のシャボフスキーは西側への出国が「直ちに、遅滞なく」行われると11月9日の記者会見で発表してしまった。これを見た多くの東ベルリン市民が検問所に詰めかけた結果、国境警備隊は境界線を開放してしまい、ベルリンの壁は崩壊した。
優柔不断なクレンツの性格も災いし、重大な転換がなし崩し的に行われ、東ドイツは混乱を深めて行った。クレンツは党員集会でも、党員達から激しい突き上げに合うようになっていた。クレンツは12月に臨時党大会を行うことを決定したが、それまで身動きが取れない党に代わって、13日に発足したハンス・モドロウ内閣とDBDのギュンター・マロイダ議長が率いる人民議会が国政の主導権を取り、SEDの力は衰えていった。クレンツに代わってゴルバチョフからの信頼が厚かったモドロウは衛星政党だった4党に多くの閣僚ポストを配分し、改革を進めて行った。11月18日、人民議会はSEDの指導権を明記した憲法第1条を修正する憲法改正委員会とホーネッカー政権時代の幹部による汚職・権力乱用を調査する委員会の設置を決定した。
11月23日、SEDはホーネッカーの党規違反の調査、在野勢力との円卓会議の開催などを表明した。12月1日には人民議会で憲法第1条が改正されて、党の指導条項が削除され、国家を指導する政党としてのSEDの役割は終焉した。
12月3日、全国の各地区委員会の第一書記と政治局の合同会議が開催されたが、クレンツは各地区の第一書記から「指導部は全員辞職すべき」という突き上げを受け、続いて行われた緊急の中央委員会総会ではクレンツ以下政治局員・中央委員は自己批判の声明を採択して全員が辞任し、ホーネッカー、シュトフ、ミールケ元国家保安相ら旧幹部を除名した。そして、総会はエアフルト地区委員会第一書記のヘルベルト・クローカーを委員長に、モドロウの盟友ヴォルフガング・ベルクホーファー・ドレスデン市長、法律家のグレゴール・ギジらをメンバーとする臨時党大会の準備作業委員会を選出し、SEDは事実上活動を停止した。クレンツは5日に国家評議会議長も辞任し、後任にはLDPDのマンフレート・ゲルラッハが就任。SEDは国家元首のポストも他党に譲ることになった。
- アレクサンダー広場の抗議デモに集まった市民（1989年11月4日）
- 党員達に呼びかけるクレンツ（1989年11月8日）。クレンツの右にいるのがシャボフスキー
- 旅行自由化の政令を発表するシャボフスキー
- 党員集会で演説するクレンツ書記長(1989年11月10日）

#### 臨時党大会とPDSへの改称
1989年12月8-9日、SEDは臨時党大会を開催した。ソ連共産党型の中央委員会・政治局・書記局から成る党組織は廃止され、党議長にギジを、3人の副議長にモドロウ、ベルクホーファーらを選出し、6人の執行委員会幹部会、指導部を含めて100人からなる執行委員会を設置していったん閉会した。16日には大会を再開し、党名を「社会主義統一党／民主社会党（SED/PDS）」と改名した。翌90年1月にはホーネッカー失脚を主導したクレンツやシャボフスキーらも党を除名された。「社会主義統一党」を残したのは党の分裂回避のためであったが、1990年1月21日にはベルクホーファー副議長ら40名が離党、一般党員数も170万にまで減少した。
- 臨時党大会でのグレゴール・ギジ議長
- 党本部から撤去されるSEDの党章(1990年1月23日）

### その後
その後、SED/PDSは民主社会党（PDS）と改名した。1990年3月に初の自由選挙として行われた第10回人民議会選挙では16.4％しか得票できず、400議席中66議席に留まった。選挙では東西ドイツの早期統一を掲げ、西ドイツのドイツキリスト教民主同盟(CDU)の支援を受けたCDU率いる勢力が勝利し、ドイツ再統一への手続きが急速に進められた。
1990年10月3日には東ドイツはドイツ連邦共和国へ編入される形で再統一された。PDSはグレゴール・ギジの下で民主集中制の廃止などスターリニズムを一掃する党内改革を行うも、統一後もPDSの党勢は衰退し、1991年秋にはかつての10分の1以下の16万人にまで党員数は減少、旧東ドイツ地域の州議会や市町村議会では勢力を保ったものの2002年ドイツ連邦議会選挙では2議席にまで議席数を減らした。
しかし、SPD右派のゲアハルト・シュレーダー政権の新自由主義的改革に反発したオスカー・ラフォンテーヌらSPD左派の一部はSPDを離党し、2005年に労働と社会的公正のための選挙オルタナティブ(WASG)を結成した。PDSとWASGは政党連合「左翼党」を結成、2006年にはWASGとPDSが合併して左翼党を結成した。東側でKPDとSPD左派の合併によって誕生したSEDの後継政党が、再びSPDの左派を取り込む形となった。
左翼党は旧東ドイツ地域では現在も一定の勢力を保持し、ブランデンブルク州ではSPD首班の州政権に「与党」として参加している他、テューリンゲン州では2014年に東西統一後初の左翼党首班の政権が誕生した。左派勢力による「東西合同」以降、旧西ドイツ地域での躍進も目立つ。2013年9月の連邦議会選挙では改選前より勢力を後退させたものの、全議席を失った自由民主党に代わり、議席数で初めて第3位の会派となった。加えて、3ヶ月に及ぶCDU/SPDによる大連立交渉がSPD側の党員投票を経て合意に至った為、同政権が発足した2013年12月17日以降は野党第1党、2017年の総選挙後は野党第三党となっている。
左翼党は旧PDSと旧WASGから一人ずつを出す共同代表制を取るなど、旧SED時代の自己批判・総括を進めているが一部の派閥が「極左」と見なされ連邦憲法擁護庁から監視を受けているほか、党員など多くの部分が未だにSEDの要素を残していると批判されることもある。

## 組織
SEDの規約上では、5年に一度開催される党大会が最高機関であるとされ、そこから選出される156人の委員と57人の候補から成る中央委員会が政治局・書記局のメンバーを選出する形態を取っていた。しかし、民主集中制を採っていたSEDでは、党大会に出席した代議員は党指導部の作成した方針と人事案を満場一致で承認するだけなのが実態であった。
中央委員会は最低6か月に1度開催され、党員の中でも中央委員であることはそれなりの重みを持っていた。しかし1955年から56年にかけては中央委員会が討論の場として機能したものの、それ以降は6カ月に一度しか開催されない中央委員会は政治局・書記局の報告や提案を承認するのみの機関となっていた。
党の実権を握っていた最高権力機関は全体的な政治的決定を下す政治局（1982年時点で17人の局員と8人の局員候補）と決議の実施と日常の党務を行う書記局で、中でも書記長（または第一書記）はソ連共産党書記長などと同様に強い権限を持つ最高指導者であった。ソ連共産党では政治局（幹部会）と書記局が対立したことがあったが、SEDでは書記局員が政治局員ないしは政治局員候補を兼務したため、両者に確執は無かった。政治局員は書記局員の他に閣僚評議会議長（首相）や人民議会議長などの政府高官、国防相・国家保安相といった軍や治安部門の責任者、地方の党組織である地区委員会（各県と東ベルリンの党支部）第一書記、官製の労働組合である自由ドイツ労働総同盟の会長などで構成されていた。政治局会議は週一回の開催で、その限られた時間で国政にかかわるあらゆる事項を決定するため、中央委員会所属の41ある各部局が情報を集めて作成した原案に部分修正を加えて決定していた。

### 党大会
- 第1回党大会 1946年4月21日 – 22日 - 結党大会
- 第2回党大会 1947年4月20日 – 24日
- 第3回党大会 1950年7月20日 – 24日
- 第4回党大会 1954年3月30日 – 4月6日
- 第5回党大会 1958年7月10日 – 16日
- 第6回党大会 1963年1月15日 – 20日
- 第7回党大会 1967年4月17日 – 22日
- 第8回党大会 1971年6月15日 – 19日
- 第9回党大会 1976年5月18日 – 22日
- 第10回党大会 1981年4月11日 – 16日
- 第11回党大会 1986年4月17日 – 21日
- 臨時党大会 1989年12月8日 - 9日,16日 - 17日 - SED/PDSへの改称を決議

- 1958年の第5回党大会 前列左から2人目がフルシチョフ・ソ連共産党第一書記。フルシチョフの右に、ウルブリヒト第一書記、ピーク大統領、グローテヴォール首相
- 1971年の第8回党大会
- 共和国宮殿で開かれた1986年の第11回党大会
- 1989年12月8日の臨時党大会

## 歴代指導者
| 代                                                                  | 氏名                                      | 肖像                         | 所属政党                       | 在任期間                       |                              |
| ドイツ社会主義統一党共同議長                                        | ドイツ社会主義統一党共同議長              | ドイツ社会主義統一党共同議長 | ドイツ社会主義統一党共同議長   | ドイツ社会主義統一党共同議長   | ドイツ社会主義統一党共同議長 |
| ------------------------------------------------------------------- | ----------------------------------------- | ---------------------------- | ------------------------------ | ------------------------------ | ---------------------------- |
| -                                                                   | ヴィルヘルム・ピーク Wilhelm Pieck        |                              | ドイツ 社会主義 統一党 （SED） | 1946年4月22日 - 1950年7月25日  |                              |
| -                                                                   | オットー・グローテヴォール Otto Grotewohl |                              | ドイツ 社会主義 統一党 （SED） | 1946年4月22日 - 1950年7月25日  |                              |
| 中央委員会第一書記 (1953 - 1976年) 中央委員会書記長 (1976 - 1989年) |                                           |                              |                                |                                |                              |
| 1                                                                   | ヴァルター・ウルブリヒト Walter Ulbricht  |                              | ドイツ 社会主義 統一党 （SED） | 1950年7月25日 - 1971年5月3日   |                              |
| 2                                                                   | エーリッヒ・ホーネッカー Erich Honecker   |                              | ドイツ 社会主義 統一党 （SED） | 1971年5月3日 - 1989年10月18日  |                              |
| 3                                                                   | エゴン・クレンツ Egon Krenz               |                              | ドイツ 社会主義 統一党 （SED） | 1989年10月18日 - 1989年12月6日 |                              |
| 党中央委員会議長（名誉議長）                                        |                                           |                              |                                |                                |                              |
| 1                                                                   | ヴァルター・ウルブリヒト Walter Ulbricht  |                              | ドイツ 社会主義 統一党 （SED） | 1971年5月3日 - 1973年8月1日    |                              |

## 主な著名な党員
カッコ内は入党年次
- オットー・グローテヴォール（1946） - 党議長、政治局員、首相
- フリードリヒ・エーベルト (息子) （1946） - 政治局員、東ベルリン市長、国家評議会副議長、人民議会第一副議長
- エーリッヒ・ホーネッカー （1946） - 書記長、政治局員、国家評議会議長
- マルゴット・ホーネッカー（1946） - エーリッヒ・ホーネッカーの夫人。国民教育大臣
- カール＝ハインツ・クラス（1946–1947, 1964）
- エーリッヒ・ミールケ（1946） - 国家保安大臣、政治局員
- ギュンター・ミッターク（1946） - 中央委員会経済担当書記、政治局員
- ヴィルヘルム・ピーク（1946） - 党議長、政治局員、大統領
- ホルスト・ジンダーマン（1946） - 政治局員、閣僚評議会議長（首相）、人民議会議長
- ヴィリー・シュトフ（1946） - 政治局員、初代国防大臣、閣僚評議会議長、国家評議会議長
- ヴァルター・ウルブリヒト（1946） - 第一書記、政治局員、国家評議会議長
- ヨアヒム・ヘルマン（1948） - 政治局員、宣伝担当書記
- ハンス・モドロウ（1949） - ドレスデン地区委員会第一書記、政治局員、閣僚評議会議長、左翼党名誉議長
- ギュンター・シャボフスキー（1952） - ベルリン地区委員会第一書記、政治局員
- エゴン・クレンツ（1955） - 書記長、政治局員、国家評議会議長
- ロタール・ビスキー（1963） - 民主社会党党首、左翼党初代共同党首
- グレゴール・ギジ（1967） - 民主社会党改組後の初代党首